# (36887) 2000 SA162
2000 SA162 (asteroide 36887) é um asteroide da cintura principal. Possui uma excentricidade de 0.14379650 e uma inclinação de 12.92836º.
Este asteroide foi descoberto no dia 20 de setembro de 2000 por NEAT em Haleakala.